# Björn Swartswe
Bo Björn Swartswe, född 15 april 1939, är en svensk bandyspelare. Han började spela för Edsbyns IF och flyttade senare till Ljusdals BK, där han efter avslutad spelarkarriär blev lagledare och ledde Ljusdals BK till seger i svenska mästerskapet 1975. 
Björn Swartswe tog även initiativet till World Cup, som hade premiär 1974.